# Jorge Recalde
Jorge Recalde (9. srpna 1951 – 10. března 2001 Córdoba) byl argentinský rallyeový jezdec. Vyhrál jednu soutěž mistrovství světa.

## Životopis
Jeho otec byl statkář a jeho matka právnička. Měl se stát strojním inženýrem, ale líbily se mu závody. Rodinný ranč se nacházel blízko jedné z rychlostních zkoušek Argentinské rallye, která se ovšem tehdy ještě nejezdila. Ale populární byly v dané oblasti závody do vrchu, ve kterých začal Recalde brzy vyhrávat. Jeho první rallye byla Fiat Trophy. Tu uspořádala automobilka Fiat aby představila nový vůz Fiat 125. Na startu byly i evropské hvězdy Simo Lampinen, Harry Kallström a Arnald Cavallari. Přesto tehdy neznámý Recalde vyhrál.
Od té doby jezdil Recalde rallye, vrchy, národní formuli Renault a Ford. Nejvíce se ale zajímal o rallye. A chtěl závodit v Evropě. Nakonec mu pomohli Juan Manuel Fangio a Carlos Reutemann. Recalde tak startoval na Portugalské rallye 1980 s vozem Ford Escort RS. Měl však problémy kvůli špatné znalosti angličtiny. Nakonec skončil osmý. Dalším startem byla Acropolis rallye 1980 kde skončil dvanáctý. Angažmá mu na dvě soutěže nabídl tým Mercedes-Benz Motorsport. Startoval na Rally Cosadur a Rallye Pobřeží slonoviny 1980. Na první soutěži nedojel, ale při druhé byl druhý. V dalších letech ho na domácí soutěž najímaly tovární týmy. Argentinská rallye 1984 přinesla třetí místo s vozem Audi Quattro. Na stejné soutěži byl v roce 1986 čtvrtý s vozem Lancia Delta S4. Začal více spolupracovat s týmem Lancia Racing. S vozem Lancia Delta dojel druhý na domácí soutěží a zvítězil o rok později. Stal se tak prvním Jihoameričanem, který vyhrál závod v rallye.
S vozy Lancia startoval dalších pět let. Vedl na Safari rallye 1989, ale havaroval. Po odchodu Lancie z Mistrovství světa startoval s produkčními vozy. Argentinská rallye 1995 mu přinesla další vítězství. Tato soutěž se ale jela jen v rámci mistrovství světa dvoulitrů. Startoval na Rally Villa Dolores a kde byl průběžně druhý. Kvůli vyčerpání ale zkolaboval. Zemřel v roce 2001 ve věku 49 let. Po jeho smrti byl 10. březen ustanoven národním dnem rallye.